# Konus (kulle)
Konus är en kulle i Antarktis. Den ligger i Östantarktis. Australien gör anspråk på området.
Terrängen runt Konus är varierad. Trakten är glest befolkad. Närmaste befolkade plats är Davis Station, 18,5 kilometer öster om Konus. 